# فران تاکون
فران تاکون (انگلیسی: Ferran Tacón؛ زادهٔ ۱۸ سپتامبر ۱۹۸۶) بازیکن فوتبال اهل اسپانیا است.
از باشگاه‌هایی که در آن بازی کرده‌است می‌توان به باشگاه فوتبال رئال مادرید سی، باشگاه فوتبال اونیائو، باشگاه فوتبال لگانس، باشگاه فوتبال سلتاویگو، و باشگاه ورزشی تنریف اشاره کرد.